# Mauk (Georgensgmünd)
Mauk (fränkisch: Maug) ist ein Gemeindeteil der Gemeinde Georgensgmünd im Landkreis Roth (Mittelfranken, Bayern). Mauk liegt in der Gemarkung Wallesau.

## Geografische Lage
Unmittelbar südlich des Dorfes fließt der Maukbach, ein rechter Zufluss der Schwäbischen Rezat; jenseits des Baches liegt Obermauk, das mit Mauk eine geschlossene Siedlung bildet. Beide Orte sind mit den angrenzenden Flurgebieten (Nordwesten: „Rosenau“, Westen: „Weiheräcker“, Südosten: „Oberreut“) ringsum von Wald umgeben. Eine Gemeindeverbindungsstraße führt nach Obermauk (0,3 km südlich) bzw. zu einem Anschluss der Bundesstraße 2 und weiter als Kreisstraße RH 9 nach Friedrichsgmünd zur Staatsstraße 2224 (3,8 km westlich). Eine weitere Gemeindeverbindungsstraße führt nach Wernsbach zur Kreisstraße RH 7 (1,6 km nördlich).

## Geschichte
Der Ort wurde 1345 als „Mauk“ erstmals urkundlich erwähnt. Der Ortsname leitet sich vom gleichnamigen Gewässernamen ab, dem das lateinische Adjektiv „mucus“ (= zähflüssig) zugrunde liegt, das über das Gotische „muks“ vermittelt wurde. Damit wurde auf das feuchte und sumpfige Gelände verwiesen. Noch heute weist die Gegend um den Maukbach solche Feuchtwiesen auf.
Ursprünglich waren Mauk und Obermauk eine einzige Ortschaft, die zum Pappenheimer Besitz zählte. Um 1250 gelangte dieser an die Burggrafschaft Nürnberg. 1293 schenkte Burggraf Konrad die Vogtei Röttenbach, zu der auch Obermauk zählte, an die Deutschordenskommende Ellingen. Im burggräflichen Urbar des Amtes Roth von ca. 1360 wurde für Mauk folgender Besitz angegeben: 3 Lehen, 6 Halblehen, 6 Selden, 3 Häuser, 2 weitere Untertanen (wohl Halblehen) und 11 Gereute. Im Urbar des nunmehr markgräflichen Amtes Roth von 1434 wurden für Mauk 2 Lehen, 4 Güter, 1 Gütlein, 2 Hofstätten, 1 Haus mit Hofstätte, 5 Selden, 1 Mühlstatt, 14 Reutäcker und 5 Reutwiesen angegeben. 1732 gab es laut den Oberamtsbeschreibungen von Johann Georg Vetter in Mauk 10 Anwesen (4 Höfe, 1 Halbhof, 1 Wirtshaus und 6 Gütlein). Alle Anwesen unterstanden dem Oberamt Roth.
Mauk war ganz überwiegend landwirtschaftlich geprägt, es gab aber auch eine Köhlerei und Abbau von Sandstein in den nahegelegenen Wernsbacher Steinbrüchen.
Gegen Ende des 18. Jahrhunderts gab es in Mauk 14 Anwesen (1 Ganzhof, 8 Halbhöfe, 2 Köblergüter, 1 Gut mit Tafernwirtschaft, 1 Gütlein, 1 Leerhaus) und ein Gemeindehirtenhaus. Das Hochgericht übte das brandenburg-ansbachische Oberamt Roth aus, die Dorf- und Gemeindeherrschaft sowie die Grundherrschaft über alle Anwesen hatte das Kastenamt Roth. 1801 gab es im Ort weiterhin 14 Anwesen.
Von 1797 bis 1808 unterstand der Ort dem Justiz- und Kammeramt Roth. Im Rahmen des Gemeindeedikts wurde Mauk dem 1808 gebildeten Steuerdistrikt Wallesau und der 1811 gegründeten Ruralgemeinde Wallesau zugeordnet. Am 1. Januar 1972 wurde Mauk im Zuge der Gebietsreform in Bayern nach Georgensgmünd eingegliedert.

### Baudenkmäler
In Mauk gibt es drei Baudenkmäler:
- Haus Nr. 1: zugehörige Scheune
- Haus Nr. 6: zweigeschossiges Bauernhaus
- Haus Nr. 21: erdgeschossiges Wohnstallhaus

### Einwohnerentwicklung
| Jahr      | 001818 | 001840 | 001861 | 001871 | 001885 | 001900 | 001925 | 001950 | 001961 | 001970 | 001987 |
| Einwohner | 107    | 83     | 130    | 126    | 124    | 126    | 121    | 124    | 116    | 104    | 90     |
| Häuser    | 16     | 17     |        |        | 26     | 26     | 25     | 28     | 27     |        | 26     |
| Quelle    | [ 17 ] | [ 18 ] | [ 19 ] | [ 20 ] | [ 21 ] | [ 22 ] | [ 23 ] | [ 24 ] | [ 25 ] | [ 26 ] | [ 1 ]  |

## Religion
Mauk ist seit der Reformation evangelisch-lutherisch geprägt und war ursprünglich nach Zu unserer lieben Frau (Roth) gepfarrt, seit 1812 ist die Pfarrei St. Maria (Wallesau) zuständig. Die Einwohner römisch-katholischer Konfession waren ursprünglich nach Maria Aufnahme in den Himmel (Roth) gepfarrt, heute ist die Pfarrei Maria Königin (Röttenbach) zuständig.